# Crotalaria baumii
Crotalaria baumii är en ärtväxtart som beskrevs av Hermann August Theodor Harms. Crotalaria baumii ingår i släktet sunnhampor, och familjen ärtväxter. Inga underarter finns listade i Catalogue of Life.